# Мадреголо (Парма)
Мадреголо је насеље у Италији у округу Парма, региону Емилија-Ромања.
Према процени из 2011. у насељу је живело 632 становника. Насеље се налази на надморској висини од 70 м.